# CJ Jones
CJ Jones (Saint Louis, 29 settembre 1950) è un attore statunitense.

## Biografia
CJ è nato con la sordità, proveniente da una generazione di famiglie sordi, uno dei sette. Ha studiato presso la Missouri School for the Deaf e ha imparato la lingua dei segni americana e la lingua inglese.
La sua carriera è conosciuta nel 2017 con il film Baby Driver - Il genio della fuga nel ruolo di padre adottivo sordo.

## Filmografia

### Cinema
- See What I'm Saying: The Deaf Entertainers Documentary (2009)
- Baby Driver - Il genio della fuga (2017)
- Door in the Woods (2019)
- Avatar - La via dell'acqua (Avatar: The Way of Water), regia di James Cameron (2022)

### Televisione
- Tutti al college (CJ, 4x16, 1991)
- Cold Case - Delitti irrisolti (Junkie, 1x5, 2003)
- Frasier (Customer 1, 11x6, 2003)
- Lincoln Heights - Ritorno a casa (Luther, 1x12, 2007)
- Castle Rock (Odin Branch, 1x5 - 1x6 - 1x8, 2018)
- This Close (Craig, 2019)

## Teatrografia
- What Are You... Deaf?[4] (2006)